# Касымканов, Аубакир Касымканович
Аубакир Касымканович Касымканов — советский хозяйственный, государственный и политический деятель.

## Биография
Родился в 1925 году в поселке Каражар. Член КПСС.
Участник Великой Отечественной войны, командир отделения 5-й мотострелковой бригады 5-й танковой дивизии. С 1945 года — на хозяйственной, общественной и политической работе. В 1945—1985 гг. — учитель Коктерекской школы, слушатель партийной школы, заведующий отдела, второй секретарь Убаганского райкома партии, председатель Тургайского райисполкома, первый секретарь Джангельдинского райкома партии Костанайской област, второй секретарь Костанайского областного комитета Компартии Казахстана, первый заместитель председателя, председатель Государственного комитета Совета Министров Казахской ССР по трудовым ресурсам, председатель Государственного комитета Совета Министров Казахской ССР по труду и социальной работе
Избирался депутатом Верховного Совета Казахской ССР 5-10-го созывов.
Умер в Костанае в 2002 году.
Именем Касымканова названа улица в Костанае.